# Линдхольм, Берндт
Берндт Адо́льф Ли́ндхольм (фин. Berndt Adolf Lindholm; 20 августа 1841 года, Ловийса — 15 мая 1914 года, Гётеборг) — финский художник-пейзажист. Художник Дюссельдорфской художественной школы, но с элементами импрессионизма. Член Императорской Академии художеств.

## Биография
Родился в городе Ловийса, Финляндия. Брал уроки у Йохана Кнутсона в Порвоо. С 1856 по 1861 годы обучался в школе рисования Финского художественного общества, Турку под руководством Роберта Вильгельма Экмана. С 1863 по 1865 годы учился в Дюссельдорфской академии художеств, Прусской академии художеств в Карлсруэ под наставничеством профессора Ханса Фредрика Гуде.
После первой сольной выставки (Хельсинки, 1870), три года спустя получает приглашение стать членом Императорской Академии художеств.
В период с 1873—1874 годов учится в Париже, одним из его учителей был Леон Бонна. Оказывается под творческим влиянием Шарля-Франсуа Добиньи и барбизонской школы. В 1876 году награждён золотой медалью на Всемирной выставке в Филадельфии и государственной премией Финляндии. С 1878 года становится хранителем художественных ценностей в Гётеборге. Преподаёт в Валандской академии и Шведской королевской академии свободных искусств. Кроме живописи, выполнил несколько иллюстраций для Сакариасе Топелиуса.

## Галерея

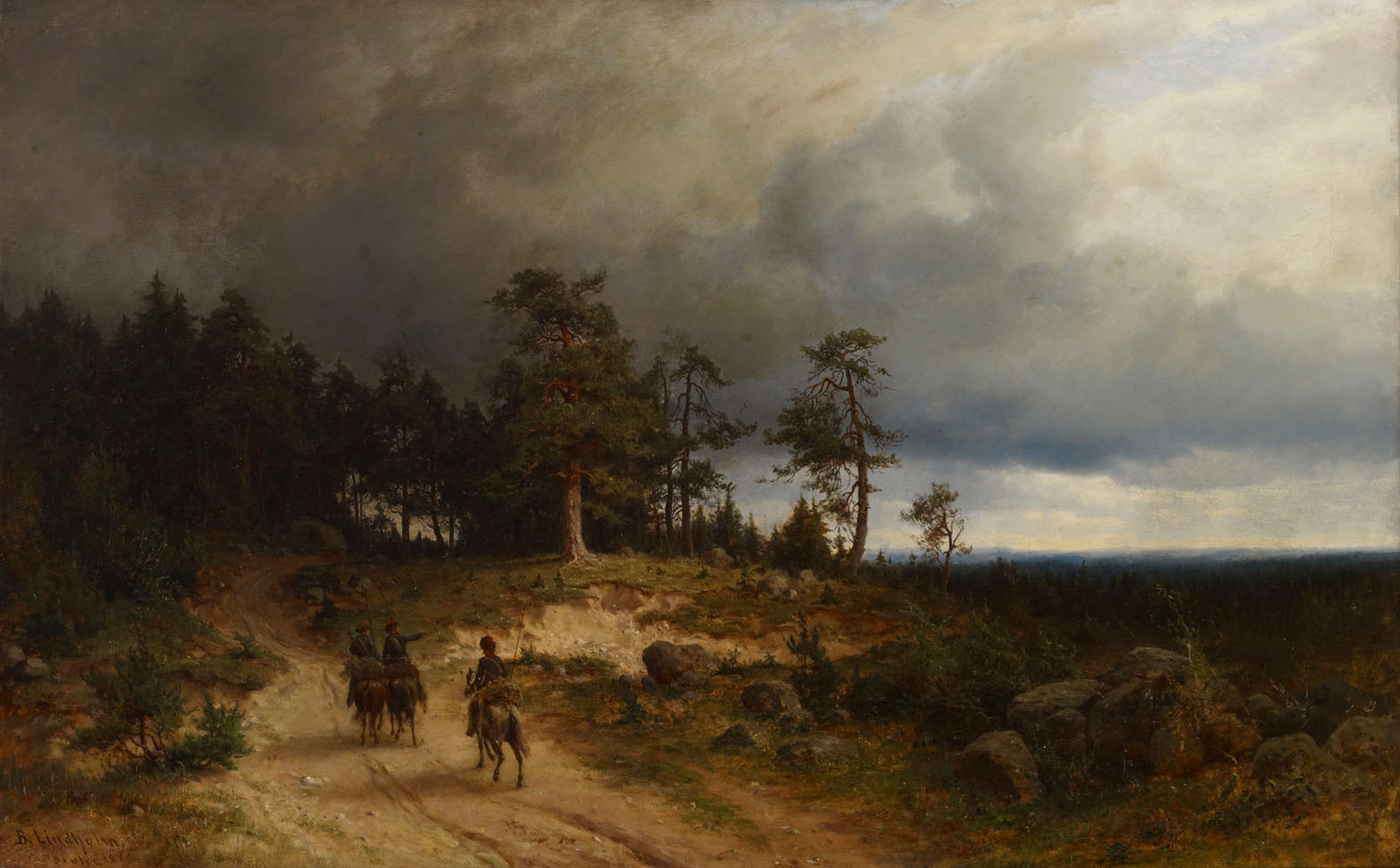
Пейзаж в Восточной Финляндии с казаками, 1866
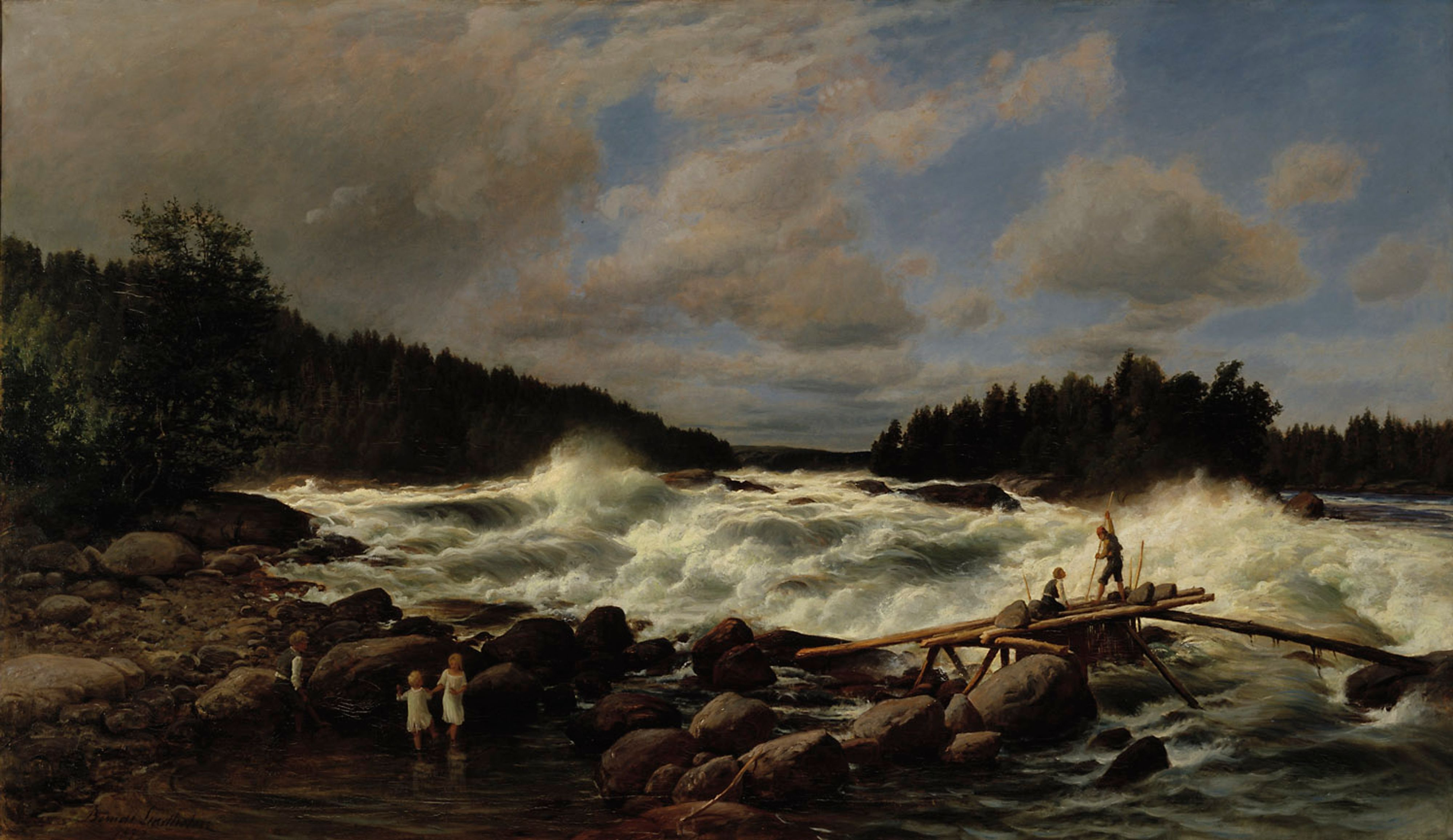
Порог Валлинкоски[фин.], 1872
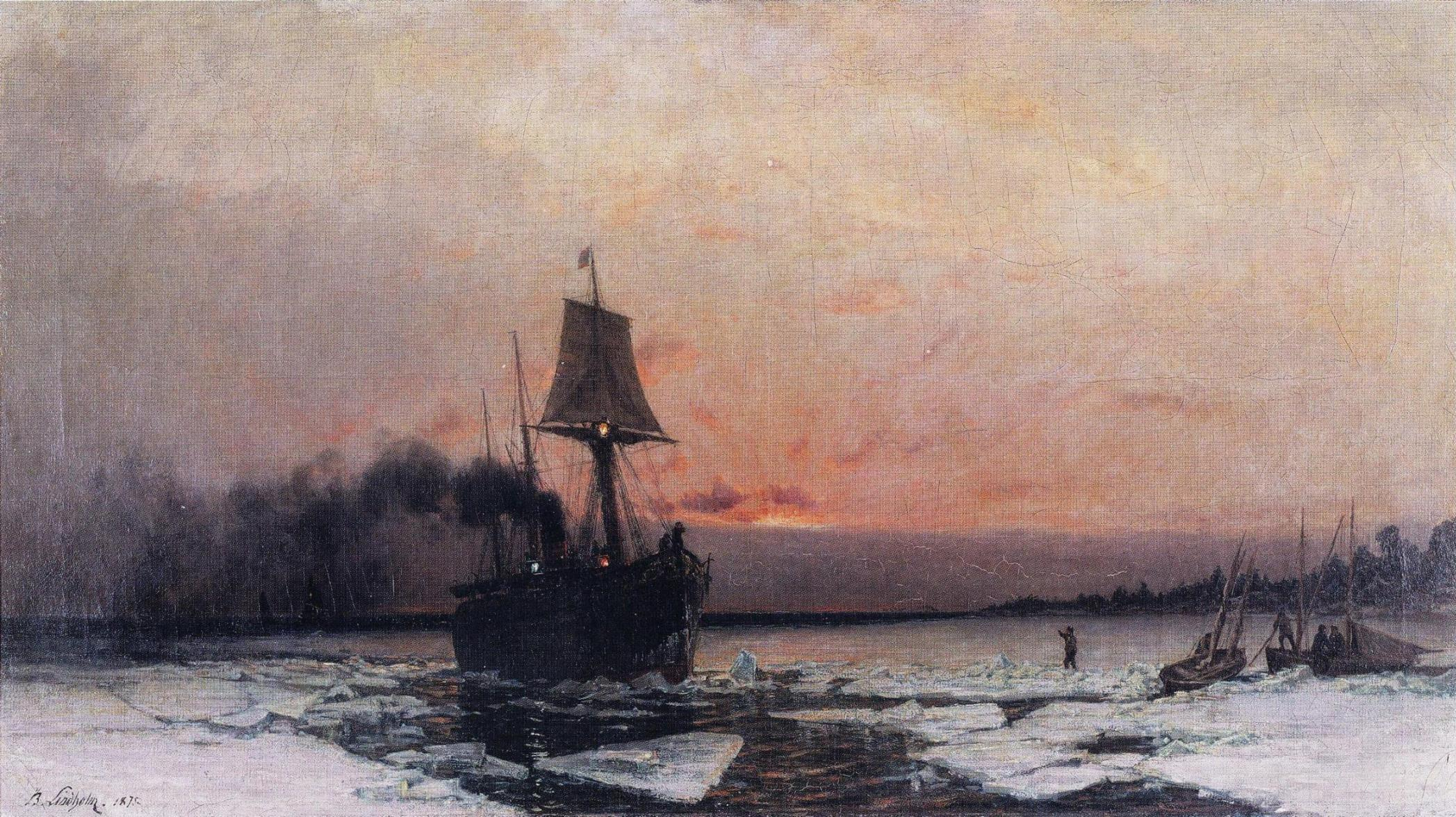
Пароход во льдах, 1875
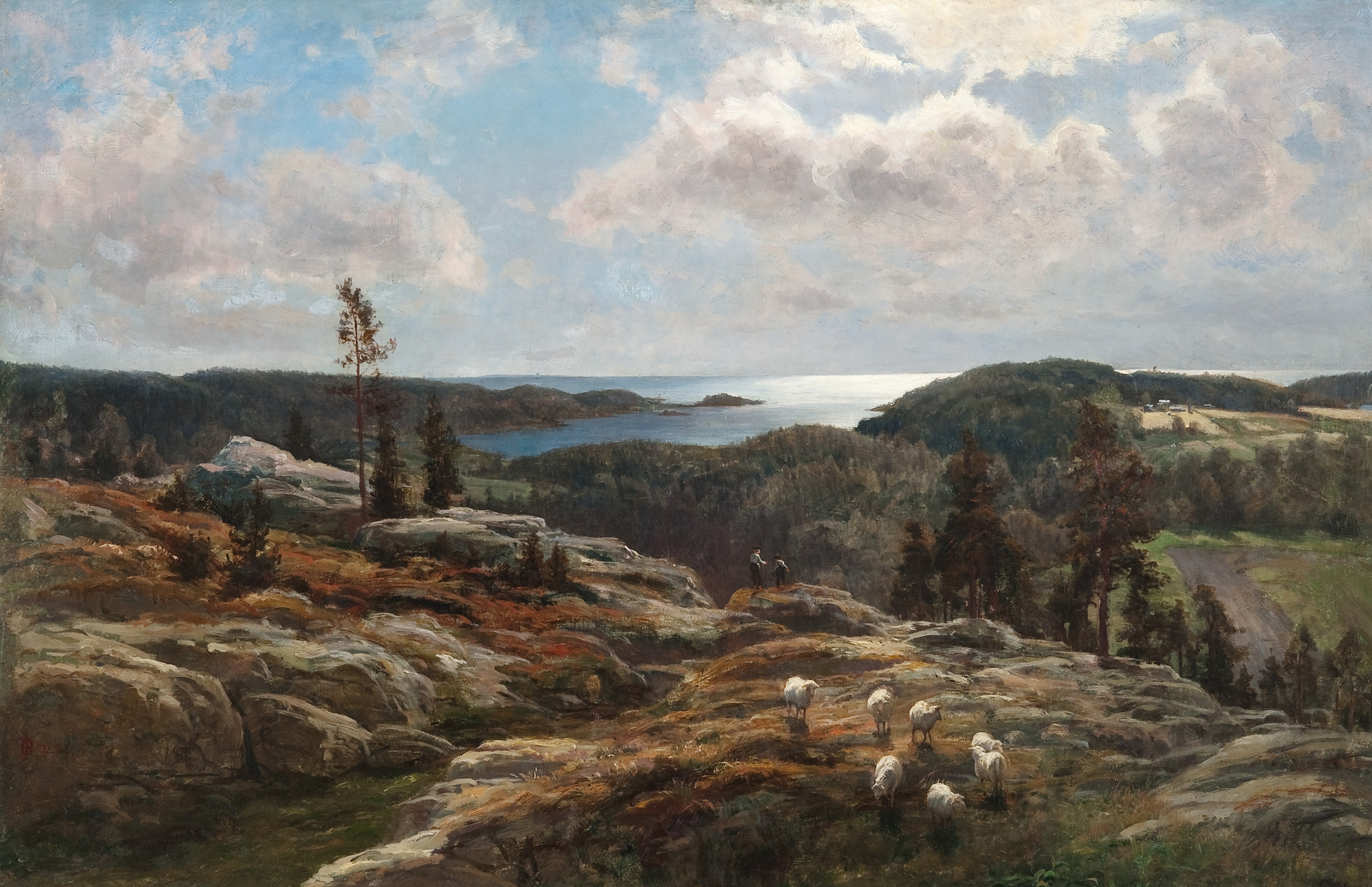
Вид на реку Ладогу, 1878
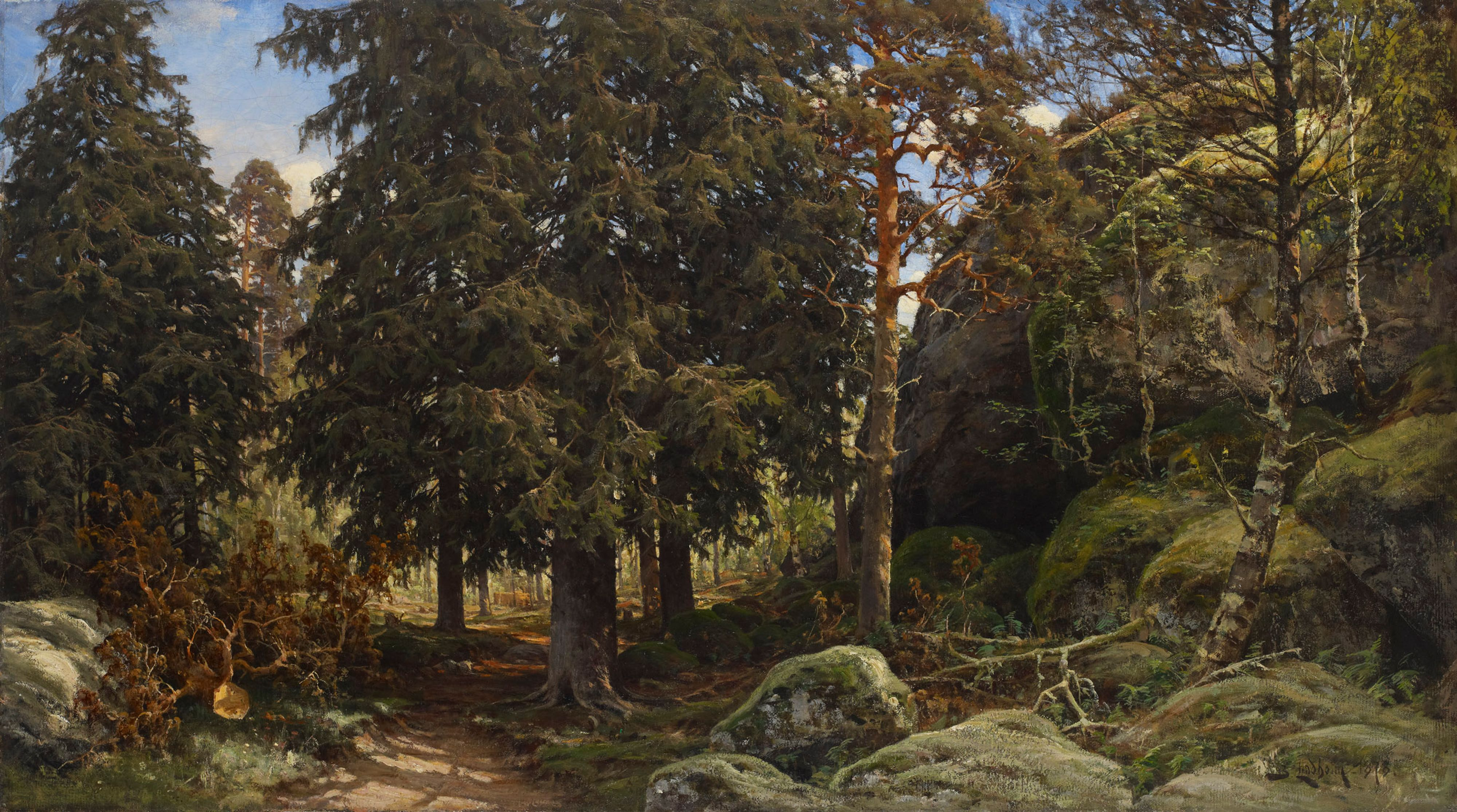
Вид леса, 1878
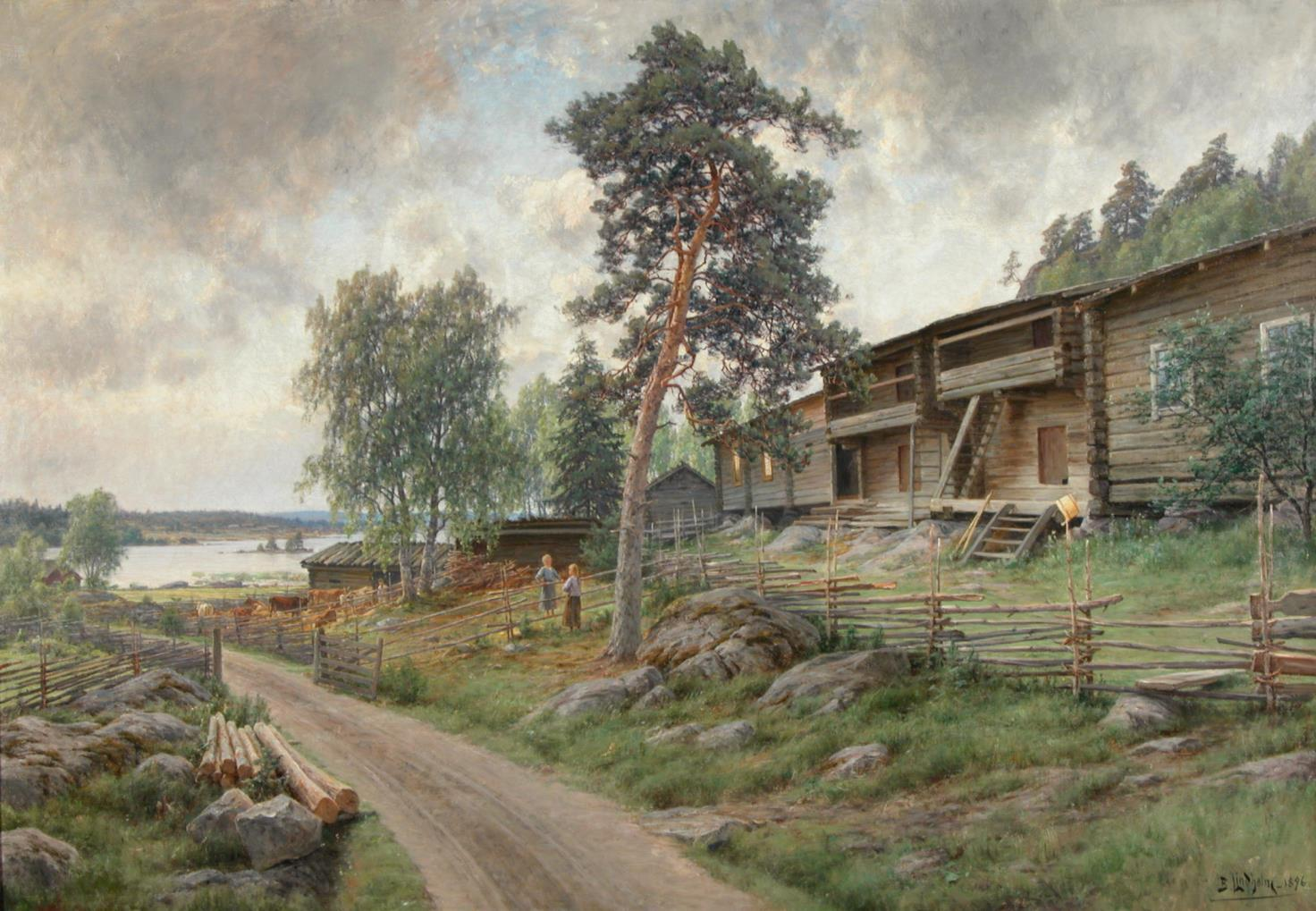
Пейзаж в Хяме, 1896